# 레이프 옌센
레이프 옌센(노르웨이어: Leif Jenssen, 1948년 3월 19일 ~ )은 노르웨이의 역도 선수이다. 그는 1972년 하계 올림픽때 라이트헤비급에서 우승했다. 그는 1970년, 1971년과 1974년 세계 선수권 대회에서 은메달을 3번 획득했다.옌센은 1971년에 올해의 노르웨이 운동 선수로 선발되었다.
1973년 1월까지 신진 대사 스테로이드 사용이 금지되지 않았다.